# Tomer Yosef
Tomer Yosef (hébreu : תומר יוסף) est un chanteur et guitariste israélien.

## Biographie
Tomer Yosef est né le 8 septembre 1975 à Kfar Saba, dans la banlieue de Tel Aviv. D'origine juive yéménite par ses grands-parents, il milite pour la paix au Proche-Orient,.

## Carrière
Parallèlement à une carrière solo en Israël, il poursuit depuis 2006 une carrière internationale au sein du groupe new-yorkais Balkan Beat Box.
Il est le producteur des sœurs du groupe A-Wa.

## Vie privée
Tomer Yosef vit au kibboutz Tzéélim avec sa femme et ses trois enfants.